# Паяла

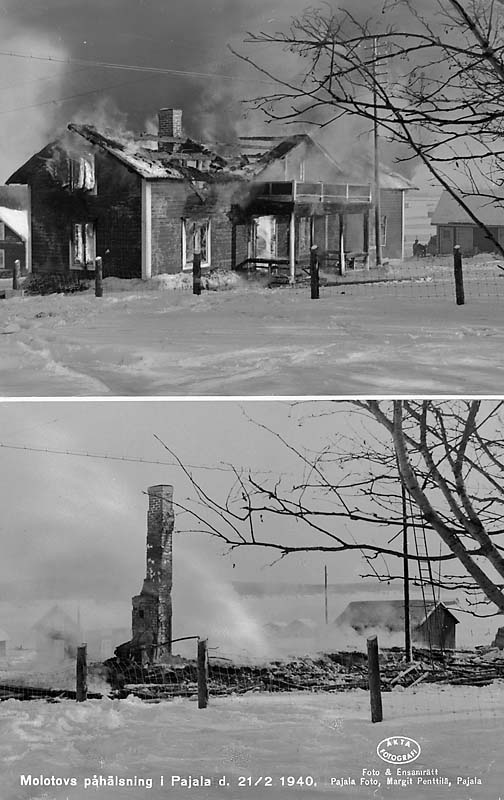
«Визит Молотова в Паяле 21. февраля 1940»

Паяла (швед. Pajala) — населённый пункт на северо-востоке Швеции. Административный центр одноимённой коммуны в лене Норрботтен. Расположен недалеко на правом берегу реки Турнеэльвен, в 10 км от границы с Финляндией. Город находится примерно в 920 км от столицы страны, города Стокгольм, и в 180 км от Лулео. Население по данным на 2010 год составляет 1958 человек.

## История
Город по ошибке подвергся бомбёжке советскими самолётами в ходе Советско-финской войны 21 февраля 1940 года. В общей сложности было сброшено 134 бомбы. Человеческих жертв зафиксировано не было, хотя два местных жителя получили лёгкие ранения. Несколько зданий сгорело, были повреждены телефонные линии.

## Население
| Год  | Население |
| ---- | --------- |
| 1970 | 1583      |
| 1975 | 1671      |
| 1980 | 1751      |
| 1990 | 2106      |
| 1995 | 2157      |
| 2000 | 2084      |
| 2005 | 1985      |
| 2010 | 1958      |

Источник:

## Города-побратимы
- Оленегорск (Россия)[4]